# مروار
مروار (شازند)، روستایی از توابع بخش سربند شهرستان شازند در استان مرکزی ایران است.گویش اهالی لری سیلاخوری.هم مرز لرستان ریشه اهالی این روستا بختیاری با توجه به تبعید شدن به این روستا  فامیلی اهالی مردم این روستا تغییر کرده

## جمعیت
این روستا در دهستان هندودر قرار دارد و براساس سرشماری مرکز آمار ایران در سال ۱۳۸۵، جمعیت آن ۲۱۶ نفر (۶۴خانوار) بوده‌است.
آخرین خان این روستا خانواده شریفیان بوده است که اکنون تعداد کمی از این خاندان در روستا زندگی میکنند
اغلب آنها بخصوص خود خان از آن شهر پس از انقلاب مهاجرت کردند و مشغول کاراهای دولتی شدند